# Anoba intorta
Anoba intorta là một loài bướm đêm trong họ Erebidae.